# Språk i Storbritannien

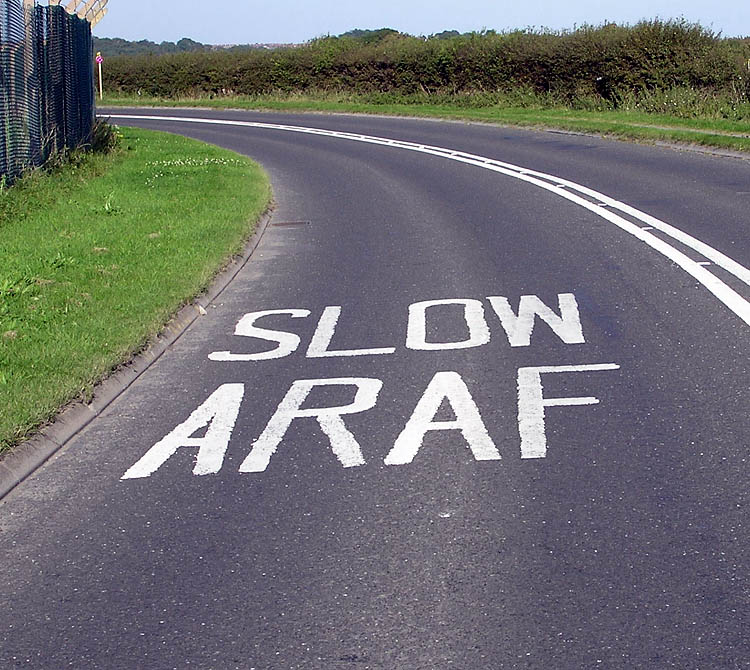
Vägmarkering på engelska och walesiska.

I Förenade Kungariket Storbritannien och Nordirland är det engelska i form av brittisk engelska som de facto är det officiella språket, och modersmål för 95% av befolkningen. I Wales är även walesiska officiellt språk, och det näst vanligaste modersmålet i landet. Dessutom finns, utöver walesiskan ett antal brittiska språk och dialekter som tillhör de keltiska språken, och utöver engelskan ett antal dialekter av brittisk engelska, samt det brittiska teckenspråket.
Några framträdande invandrarspråk är punjabi, bengali, polska, urdu och arabiska.